# Rodolfo Urbina
Rodolfo Urbina Burgos (Castro, 1940-Viña del Mar, 3 de septiembre de 2024), fue un historiador chileno, reconocido principalmente por su obra historiográfica sobre el archipiélago y la cultura de Chiloé.

## Biografía

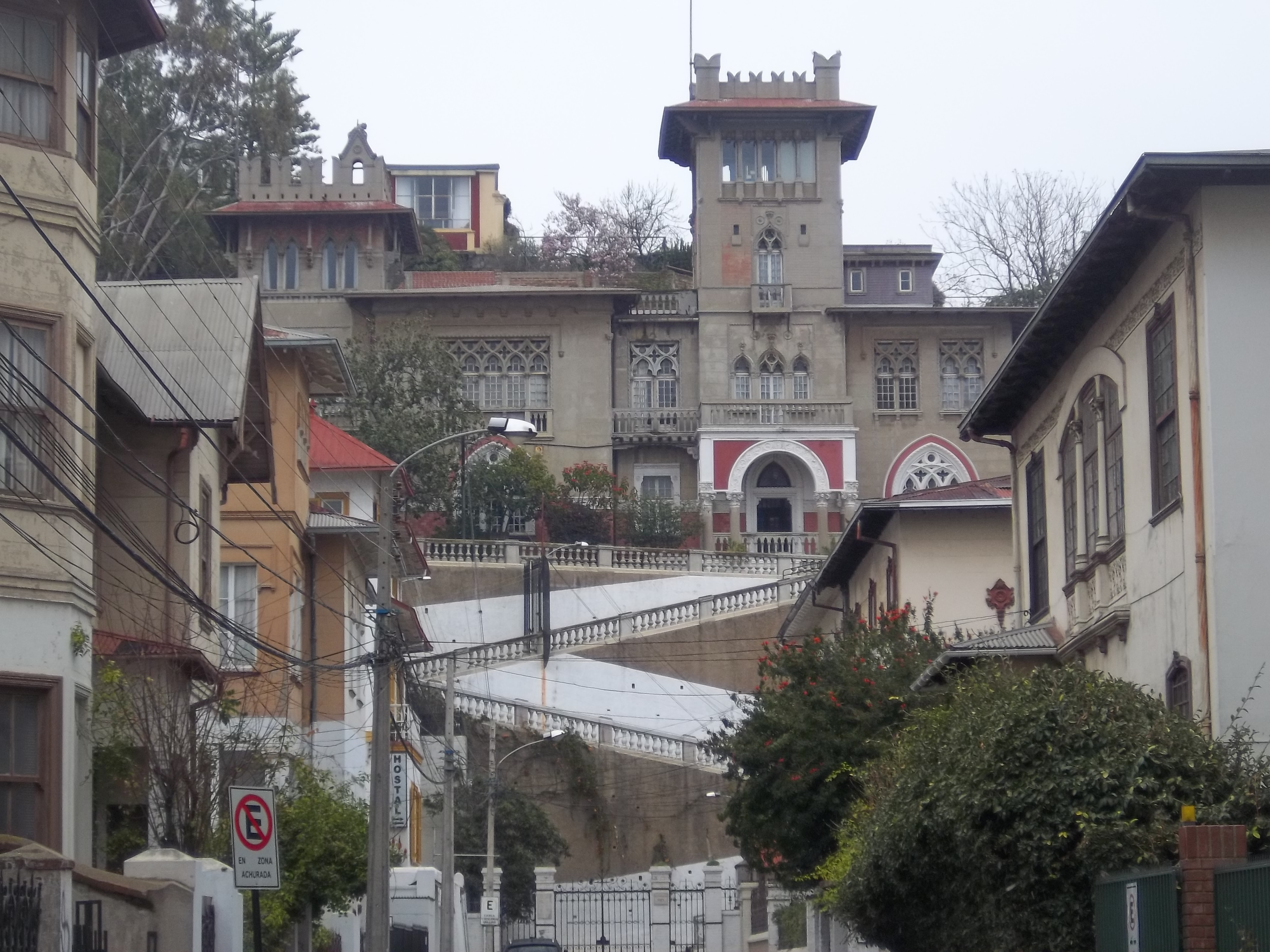
Instituto de Historia PUCV

Rodolfo Urbina nació en la ciudad de Castro en 1940, hijo de Carlos Urbina Blanco y Adelina Burgos Gallegos. Fue hermano del médico y escritor Medardo Urbina, de Flor, María Victoria y Ernesto, y padre de la también historiadora Ximena Urbina.
Al finalizar su estudios secundarios se trasladó a la ciudad de Valparaíso, donde se formó como profesor de Historia y Geografía en la Universidad Católica de Valparaíso (1971). Entre 1971 y 2008 se desempeñó como profesor titular de la cátedra Historia de América en el Instituto de Historia de la Universidad Católica de Valparaíso. En 1980 obtuvo el grado de Doctor en Historia por la Universidad de Sevilla con una tesis sobre el siglo xviii en Chiloé. Los historiadores Mario Góngora y Héctor Herrera Cajas fueron las principales influencias en su obra.
En 1987 fue electo miembro correspondiente de la Academia Chilena de la Historia y desde 1999 fue miembro de número. También fue miembro de número de la Academia de Historia Naval y Marítima de Chile.
Falleció el 3 de septiembre de 2024 en Viña del Mar a los 84 años.

## Reconocimientos
Rodolfo Urbina ha sido reconocido como un pionero en la investigación historiográfica de Chiloé, especialmente por sus obras con respecto al siglo xviii de Chiloé y la historia de la ciudad de Castro. La publicación de La periferia meridional indiana en 1983, junto con la aparición un año antes de La isla de Chiloé, capitana de rutas australes de Walter Hanisch, es considerada, en palabras del historiador Mateo Martinic, «el hito señalador del comienzo de la historiografía chilota contemporánea».
Escritores como Felipe Montiel y Carlos Trujillo, también, han reconocido su influencia en la formación de las nuevas generaciones de historiadores de la provincia.
En el año 2000 recibió el Premio Chiloé de Extensión Cultural de la Municipalidad de Castro por su contribución a la historia del archipiélago.

## Obras
- La política de poblaciones en Chile durante el siglo XVI (1978), en co-autoría con Santiago Lorenzo.
- La periferia meridional indiana: Chiloé en el siglo XVIII (1983)
- Las misiones franciscanas de Chiloé a fines del siglo XVIII: 1771-1800 (1990)
- La vida cotidiana en un pueblo de Chiloé: Castro 1940-1960 (1991)
- Castro, castreños y chilotes: 1960-1990 (1996)
- Gobierno y sociedad en Chiloé colonial (1998)
- Valparaíso auge y ocaso del viejo "Pancho": 1830-1930 (1999)
- La vida en Chiloé en los tiempos del fogón 1900-1940 (2002)
- Población indígena, encomienda y tributo en Chiloé: 1567-1813 (2004)
- Pontificia Universidad Católica de Valparaíso: desde su fundación hasta la reforma 1928-1973 (2004), en coautoría con Raúl Buono-Core.
- El municipio y la ciudad de Castro: la corporación edilicia en la reconstrucción de la ciudad: desde el incendio de 1936 hasta el sismo de 1960 (2010)
- Fragmentos de la Cotidianeidad de los Chilotes: Castro, 1940-1949 (2012)
- Aspectos del vivir de los chilotes, Castro 1950-1960 (2013)
- Ancud: una capital provinciana decimonónica, 1800-1900 (2016)